# Román Alzamora
Román Alzamora Mayo (Lima, 1847-?, 1883) fue un jurista y catedrático universitario peruano. Autor de una Historia del Derecho Peruano (1875).

## Biografía
Hijo de José María Alzamora y Josefa Mayo. Cursó su educación básica en el Colegio Guadalupe y luego ingresó a la Universidad Mayor de San Marcos, donde se graduó de doctor en Jurisprudencia, con su tesis Del fin del Estado y de sus relaciones con las demás instituciones sociales (1868). Luego se recibió de abogado y fue admitido en el Colegio de Abogados de Lima, el 24 de mayo de 1869.
Se inició en la docencia universitaria como catedrático adjunto de Legislación Comparada en su alma mater (1871). Luego fue catedrático principal de Derecho Civil Patrio y Derecho Romano; a esta última convirtió en Historia del Derecho Peruano. Fue además, uno de los iniciadores de la Facultad de Ciencias Políticas y Administrativas, en la que fue catedrático de Derecho Constitucional y Derecho Administrativo (1876).
Durante la ocupación chilena de Lima, fue elegido decano de la Facultad de Jurisprudencia, en reemplazo de Manuel Antonio Barinaga (1881). Al sufrir la hostilidad de los invasores, huyó de Lima, y en su intento por cruzar un río falleció ahogado (1883).

## Publicaciones
- Del fin del Estado y sus relaciones con las demás instituciones sociales (1868), fue su tesis universitaria con la que obtuvo su doctorado en Jurisprudencia.[1]
- Historia del Derecho peruano (1875), publicado por entregas en la Gaceta Judicial, reeditado por su sobrino Lizardo Alzamora Silva en 1945, es la más antigua obra de su género.[3]